# 美尔奈弗拉·阿依
美尔奈弗拉•阿依（英語：Merneferre Ay），古埃及法老，第十三王朝君主。在位二十三年8个月又18天，约公元前1701年——约公元前1677年或约公元前1714年——约公元前1691年前后在位，为该王朝在位时间最长之法老。尽管他的墓址至今不明，但学者在孟斐斯附近墓葬中发现了含有之名字的金字塔残件。